# Termonfeckin
(da una lettera di Evanna Lynch alla scrittrice J. K. Rowling)
Termonfeckin (irlandese: Tearmann Feichín) è un piccolo borgo irlandese della contea di Louth, un tranquillo villaggio di campagna immerso in un avvallamento boscoso a mezzo miglio dalla costa. È situato 8 km a nord-est di Drogheda. Ha una popolazione di 653 abitanti (2006). Il nome irlandese Tearmann Feichin significa la terra sacra di St. Feichin, che, nel VII secolo, vi fondò un monastero, di cui oggi restano poche rovine, a causa delle devastazioni subite nel corso dei secoli.